# Terebra evelynae
Terebra evelynae is een slakkensoort uit de familie van de Terebridae. De wetenschappelijke naam van de soort is voor het eerst geldig gepubliceerd in 1939 door Clench & Aguayo.